# هرمان سيمون
هرمان سيمون (بالإنجليزية: Hermann Simon)‏ (و. 1947  م) هو اقتصادي، وكاتب، وأستاذ جامعي ألماني.

## التعليم
تعلم في جامعة كولونيا، وجامعة بون.